# 高良村
高良村（たからむら）は、熊本県の中部に位置していた村。

## 地理
- 河川：大野川
- 海洋：八代海

## 歴史
- 1889年4月1日 - 一村単独村政として発足。
- 1899年3月30日 - 長崎村、不知火村と合併し、改めて不知火村となる。